# Ethnos
Finlands etnologförening Ethnos (finska: Suomen kansantieteilijöiden yhdistys Ethnos) är en finländsk etnologisk förening.
Ethnos, som har sitt säte i Helsingfors, grundades 1972, med syfte att samla Finlands etnologer, arbeta för deras vetenskapliga och professionella intressen samt att sprida kunskap om den etnografiska och etnologiska forskningen. Föreningen anordnar vetenskapliga seminarier i Finland och studieresor till andra länder samt utger publikationer, bland annat den engelskspråkiga tidskriften Ethnologica Fennica. Föreningen, som hade omkring 300 medlemmar 2002, är ansluten till Vetenskapliga samfundens delegation.